# Afterdark
Afterdark (japonsky アフターダーク, Afutá Dáku) je krátký román japonského spisovatele Haruki Murakamiho z roku 2004. Děj se odehrává během jedné noci koncem podzimu v Tokiu, kdy se propletou osudy jednotlivých hrdinů. Jednotlivé kapitoly jsou jednoznačně určeny místem a časem, styl psaní místy připomíná filmový scénář. Jako v jiných Murakamiho knihách, i zde je velký důraz na hudbu. V místech, kde se děj románu odehrává (tedy často v barech a restauracích), hraje většinou nějaká přesně pojmenovaná píseň, název románu je odvozen od jazzové skladby Five Spot After Dark.
V roce 2016 román vyšel jako čtvrté Murakamiho dílo vydané v češtině. Vydalo jej nakladatelství Odeon jako součást edice Světová knihovna. Překladu se zhostil Tomáš Jurkovič.

## Děj
Zbývá několik málo minut do půlnoci a Mari Asai sedí v restauraci Denny's a čte si knihu. Zde ji potká Takahaši, který nedaleko zkouší s kapelou a přijde se občerstvit, a pozná v ní sestru své bývalé spolužačky a dá se s ní do řeči. Chvíli poté, co Takahaši odejde, vyhledá Mari v restauraci Kaoru. Ta je ředitelkou hodinového hotelu, kde právě někdo surově zbil čínskou prostitutku a odešel se všemi jejími věcmi a samozřejmě také nezaplatil za pokoj. Prostitutka neumí japonsky a personál hotelu se s ní nedokáže domluvit. Kaoru zavolá Takahašimu, kterého zná od doby, kdy měl v hotelu brigádu, jestli někdo v jeho kapele neumí čínsky a ten ji odkáže na Mari. Mari prostitutce ochotně pomůže, tu si pak odveze člen čínské mafie, která do Japonska čínské prostitutky načerno vozí. Mari s Kaoru pak jdou do baru a povídají si. Kaoru pak na záznamu z kamery u vchodu do hodinového hotelu vytiskne obrázek násilníka a předá ho čínské mafii. Tím násilníkem je Širakawa, který nedaleko odtud pracuje v jinak prázdné budově firmy Veritech na odstranění problému s počítačovou sítí, aby mezi zaměstnanci firmy mohla ráno proběhnout internetová konference. 
Během noci se ještě několikrát setkají Mari a Takahaši, poprvé když Takahaši přijde do baru Skylark, kde si Mari opět čte, potom se jdou projít do parku, Mari si pak jde na chvíli zdřímnout do hodinového hotelu ke Kaoru. Nakonec ji Takahaši vyprovodí na vlak a pozve ji na rande, Mari ale brzy odjíždí na půl roku studijně do Číny, Takahaši ale slíbí, že na ni počká. Širakawa dokončí svou práci a odjede taxíkem domů, cestou vyhodí věci, které vzal prostitutce, jen její mobil si nechá a pak ho odloží do regálu v obchodu s potravinami Seven Eleven. Tam ho pak vyzvánějící najde Takahaši a nějakou dobu po něm i prodavač a oba zaslechnou vyhrožování mafiánů.
Během těchto událostí starší sestra Mari Eri Asai spí ve svém pokoji. Ukáže se, že tak spí už dva měsíce (japonský fenomén hikikomori). Během jejího spánku se však dějí divné věci: Z ničeho nic se v pokoji zapne televize, přestože je vypojená z elektrické zásuvky, a na obrazovce se objeví muž s přikrytým obličejem ("Muž bez tváře"), který se dívá na Eri. Během noci se postel s Eri dostane do místnosti v televizi a Eri se tam na chvíli probudí a neví, kde je. Jediné, co objeví, je tužka s logem firmy Veritech, stejné měl v kanceláři Širakawa. Co má však Širakawa společného s Eri není v románu vysvětleno. Eri se z místnosti nemůže nijak dostat a z oken není nic vidět a tak zase ulehne a ve spánku se dostane zpátky do své postele ve svém pokoji. Tam nad ránem přijde od vlaku její sestra Mari a lehne si k ní do postele. Dvě sestry, které jsou zcela rozdílné a každá žije svůj život (Eri jako obletovaná modelka možná úspěšnější, Mari zase svobodnější), se dostanou po letech k sobě, velký vliv na to má ta spousta rozhovorů (s Takahašim, Kaoru a Cvrčkem) a zážitků z právě uplynulé noci. Příběh tak končí šťastně, „do další tmy zbývá ještě spousta času“.

## Postavy
- Mari Asai – studentka čínštiny na vysoké škole
- Tecuja Takahaši – student práv a hráč na trombon v jazzové kapele (Tecuja v japonštině znamená i probdělou noc[2])
- Eri Asai – modelka a studentka sociologie, sestra Mari, bývalá spolužačka Takahašiho
- Kaoru – ředitelka hodinového hotelu Alphaville
- Cvrček – pracovnice hodinového hotelu
- Pšenice – pracovnice hodinového hotelu
- Guō Dōnglì – čínská prostitutka
- Širakawa – správce sítě firmy Veritech
- Muž bez tváře

## Česká vydání
- Afterdark, překlad Tomáš Jurkovič, Odeon, edice Světová knihovna, Praha, 2007 ISBN 978-80-207-1249-3